# St. Juliana (Osterode)

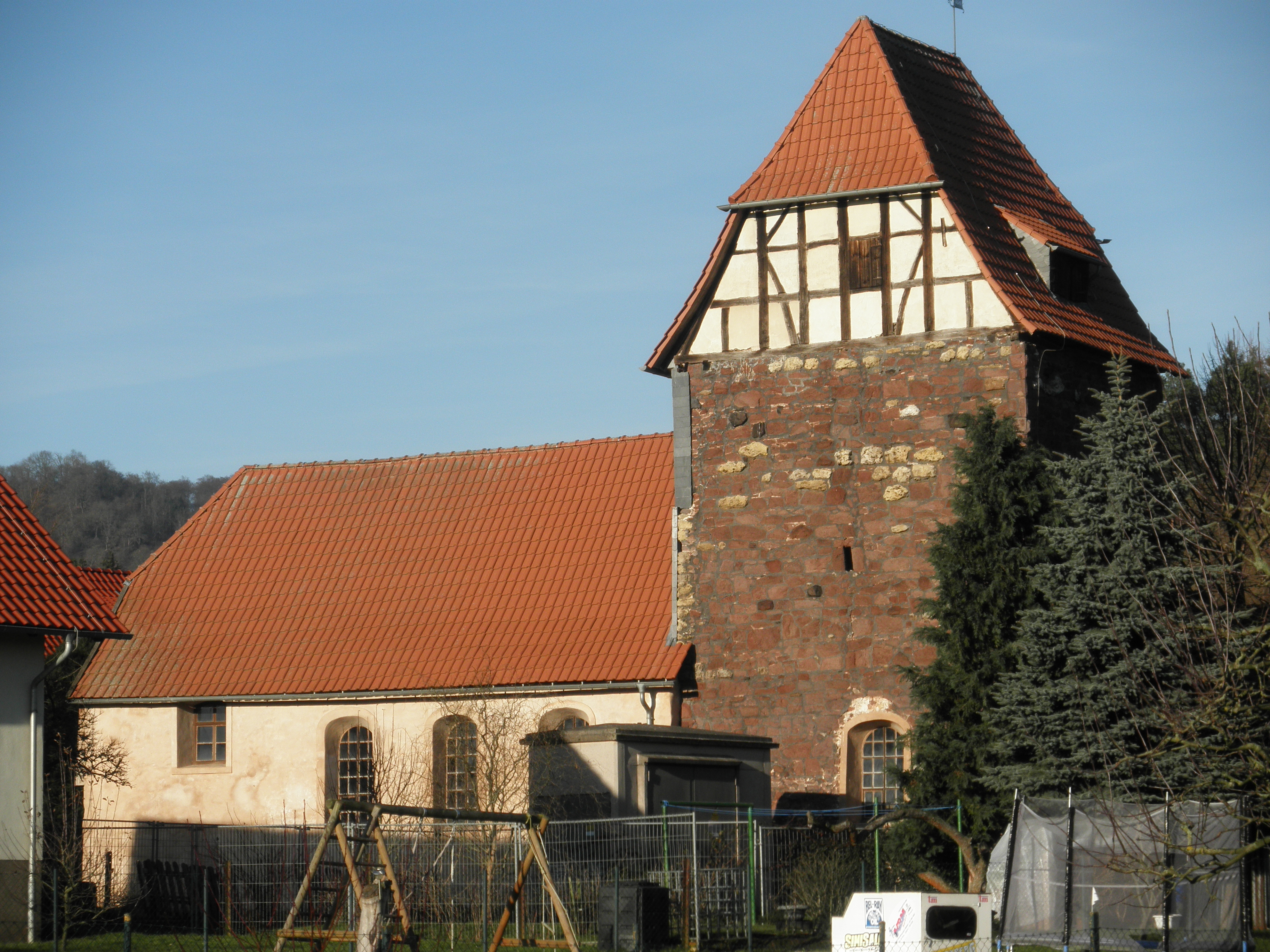
St. Juliana

Die evangelisch-lutherische, denkmalgeschützte Kirche St. Juliana steht in Osterode, einem Ortsteil von Harztor im Landkreis Nordhausen in Thüringen. Die Kirchengemeinde Osterode gehört zum Pfarrbereich Ilfeld im Kirchenkreis Südharz der Evangelischen Kirche in Mitteldeutschland.

## Beschreibung
Die schlichte Saalkirche ist aus teilweise verputzten Bruchsteinen gebaut. Im quadratischen Chorturm stecken noch Teile einer Wehrkirche vom Anfang des 13. Jahrhunderts. An ihn wurde 1759 das Kirchenschiff anstelle der früheren kleineren Kapelle angebaut. Der Turm wurde mit einem querliegenden Krüppelwalmdach bedeckt. Unterhalb des Walms ist die Wand aus Fachwerk. Im Innenraum befindet sich ein Altarretabel von 1697 mit Teilen eines geschnitzten gotischen Flügelaltars mit Darstellungen eines Marienbildnisses und vier Heiligen. Das achteckige Taufbecken stammt aus romanischer Zeit.